# Десислава Стоянова
Вижте пояснителната страница за други личности с името Десислава Стоянова.
Десислава Стоянова е българска състезателка по биатлон, участничка в зимните олимпийски игри през 2014 г. в Сочи.
Стоянова е родена на 10 април 1992 в Берковица. Започва кариерата си през 2004 г.  През 2010/11 г. участва на световните първенства за младежи и девойки. През 2011 завършва на четвърто място в спринта. Същата година участва и на световното първенство в Ханти-Мансийск, където завършва 96-а в спринта. През 2012 г. отново участва на световното първенство за младежи и девойки и на световното първенство в Руполдинг. При девойките завършва на 13-о място в преследването.
На световното първенство в Руполдинг завършва 79-а в индивидуалния старт и 94-та в спринта. През сезон 2012/13 дебютира за Световната купа и става редовен участник. Представя България на зимните олимпийски игри през 2014 г. в Сочи. Завършва 61-ва в спринта и 72-ра в индивидуалния старт. 

## Олимпийски игри
| Игри           | Индивидуално | Спринт | Преследване | Щафета | Смесена щафета |
| -------------- | ------------ | ------ | ----------- | ------ | -------------- |
| Пьонгчанг 2018 | 79-о         | 76-о   | -           | 16-о   | –              |